# María Carmen Castilla
María Carmen Castilla Álvarez (Écija, Sevilla, 4 de diciembre de 1968), conocida como María Carmen Castilla, Licenciada en Psicología, Licenciada en Derecho y Enfermera de carrera. Política española, miembro del Partido Socialista Obrero Español. Ha sido diputada del Congreso de los Diputados en las elecciones generales de 2023 por la circunscripción electoral de Sevilla. Anteriormente entre 2003 a 2007 fue concejala del Ayuntamiento de Écija.

## Biografía
Es licenciada en Psicología y Derecho, diplomada en Enfermería. También posee un máster europeo en Salud Pública y Gestión Sanitaria y un doctorando en Salud Mental.
Ha sido entre 2003 a 2007 concejala del Ayuntamiento de Écija. Entre 2014 a 2023, fue secretaria general de la UGT en Andalucía, donde vuelve a ser elegida en abril de 2016.
Desde 2023 es diputada a las Cortes Generales, y desde 2024, presidenta de la Comisión de Interior, tras la dimisión del exministro José Luis Ábalos. Anteriormente, hasta dicho año, fue portavoz de la Comisión de Sanidad. Desde diciembre de 2023 es Vicepresidenta de la Comisión de Industria y Turismo y vocal en las comisiones de Trabajo, Economía Social, Inclusión, Seguridad Social y Emigraciones.
Fue subdirectora de Atención Ciudadana en el hospital de Virgen Macarena, y Directora de Enfermería y Atención Ciudadana.
Desde dicho año es Responsable de Atención a la Ciudadanía en los Hospitales; Virgen Macarena y en el de Virgen del Rocío de Sevilla.
Por último, ha escrito libros, como Servicio de Salud de Castilla y León, Fisioterapia en la mujer durante el embarazo y el parto, Matronas de instituciones sanitarias del Insalud y ATS/DUE.

## Reconocimientos
- Ha sido reconocida con el premio "Luchadoras" de la UGT Andalucía.[11]